# Krasnaja Poljana
Krasnaja Poljana (russisch Красная Поляна) ist ein Gebirgsdorf (verwaltungstechnisch eine Siedlung städtischen Typs) in der Region Krasnodar (Russland) mit 4598 Einwohnern (Stand 14. Oktober 2010).
Der Ort gehört verwaltungsmäßig zum Rajon Adler des Stadtkreises Sotschi und liegt etwa 40 Kilometer Luftlinie ostnordöstlich des Zentrums der Schwarzmeerstadt Sotschi auf etwa 600 m Höhe im Tal der Msymta. Er ist umgeben von den Bergen des Kaukasus, die hier Höhen von über 3000 m (Tschugusch 3238 m, Pseaschcha 3257 m, Zachwoa 3345 m) erreichen und teilweise vergletschert sind.

## Tourismus und Sport

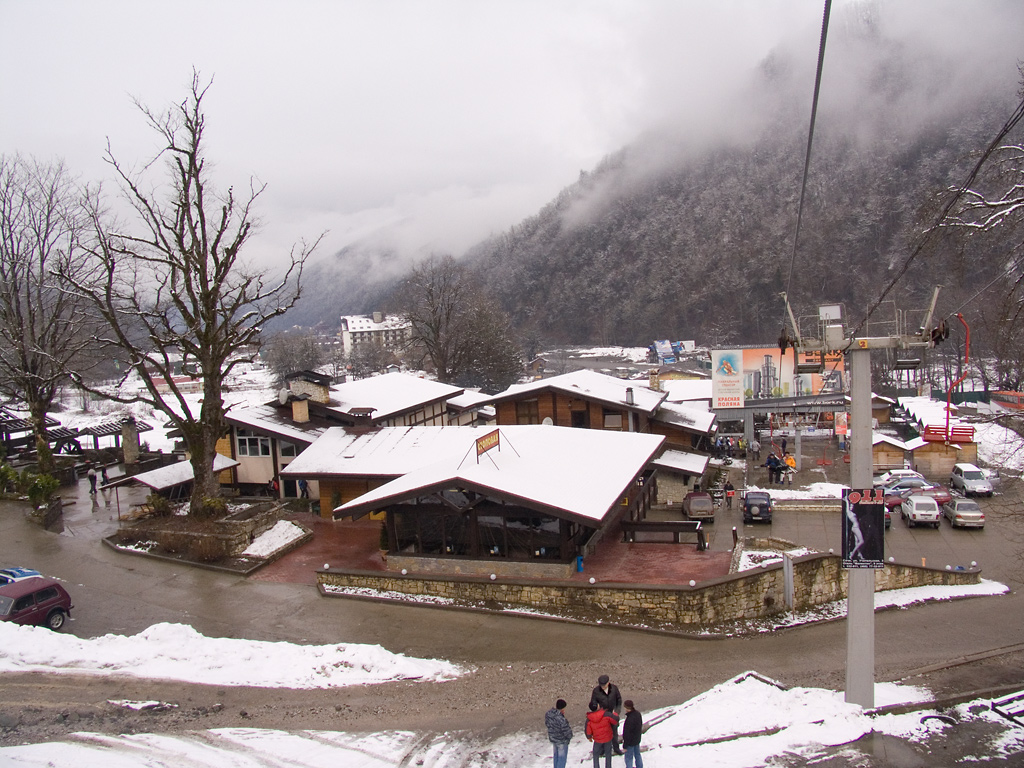
Talstation einer der Bergbahnen

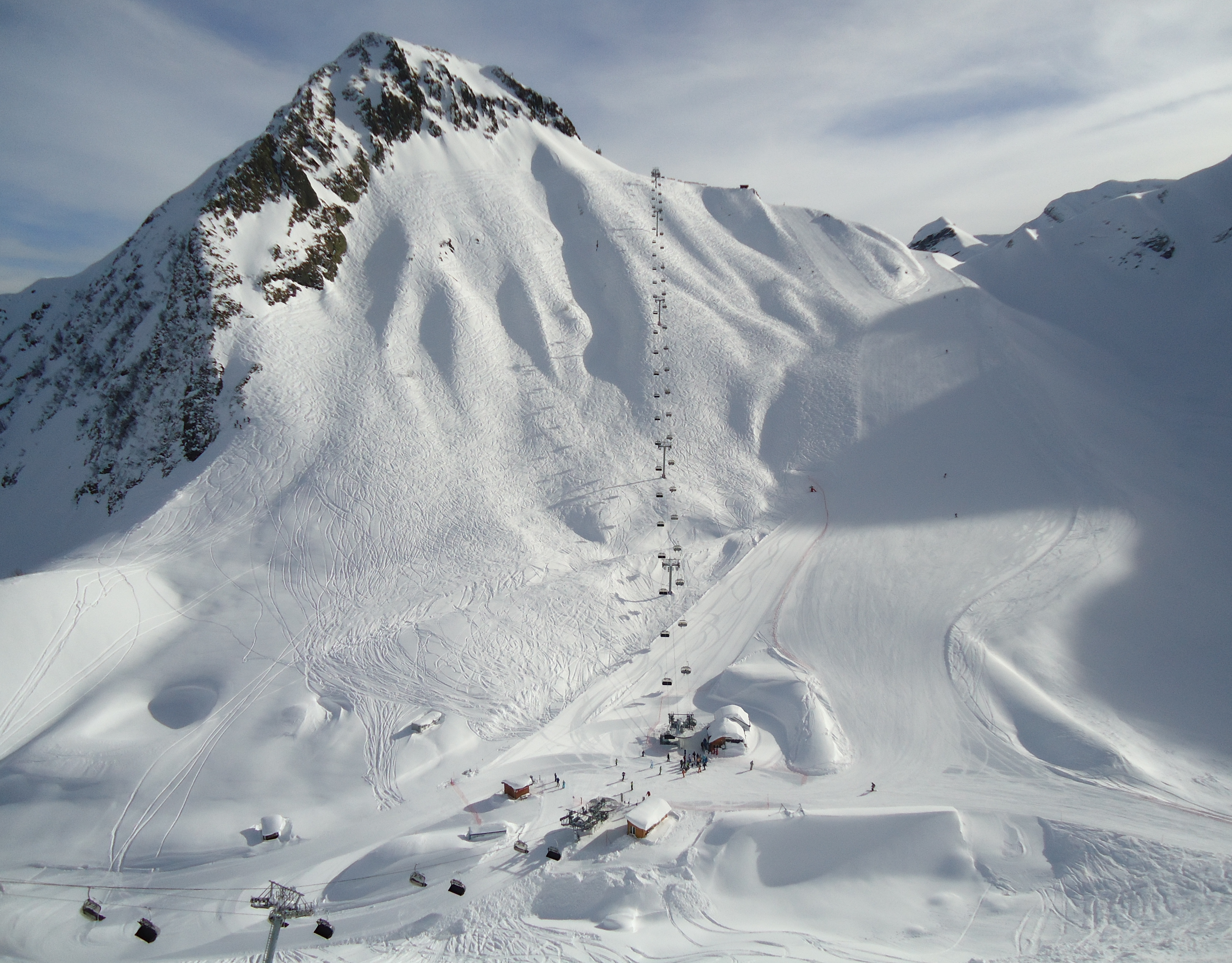
Skigebiet Gornaja Karussel am Berg Tschjornaja Piramida (Schwarze Pyramide) direkt südlich von Krasnaja Poljana und Esto-Sadok.

Im Sommer ist Krasnaja Poljana ein gefragtes Wander- und Tourengebiet mit alpinem Charakter. Der Ort liegt zwischen zwei zusammen über 400.000 Hektar großen Naturschutzgebieten: dem Kaukasus-Naturreservat in den Hochlagen des Gebirges und dem Sotschier Nationalpark in Richtung Schwarzmeerküste. Wegen seiner landschaftlichen Ähnlichkeit mit dem Schweizer Kanton Tessin, den vorhandenen Seen und Bergen, wird das Gebiet Sotschi/Krasnaja Poljana auch die „russische Schweiz“ genannt.

### Olympische Winterspiele 2014
Krasnaja Poljana wurde in den letzten Jahren mit Milliardeninvestitionen zum exklusiven Wintersportresort ausgebaut. Im Jahre 2014 wurden hier die Schneesportwettbewerbe der an Sotschi vergebenen Olympischen Winterspiele 2014 ausgetragen. Ein Teil der alpinen Wettbewerbe wurde im etwa 8 Kilometer von Krasnaja Poljana entfernten Rosa Chutor, wo es bis heute vier Sessellifte gibt, sowie im dazugehörigen Rosa Chutor Extreme Park ausgetragen. In Adler wurden neue Stadien und moderne Unterkünfte für die Athleten gebaut. Für die Biathlon- und Skilanglaufwettbewerbe wurde das Laura Biathlon- und Skilanglaufzentrum errichtet. Für die Skispringwettbewerbe wurde das Skisprung-Zentrum RusSki Gorki gebaut. Der russische Staat übernahm sechzig Prozent der Kosten. Den Rest finanzierten die Privatwirtschaft und der staatlich kontrollierte Energiekonzern Gasprom.
Krasnaja Poljana soll nach dem Willen des damaligen russischen Ministerpräsidenten und jetzigen Präsidenten Putin zum „Schaufenster des neuen Russland“ werden, d. h. exklusiv und „in jeder Beziehung Weltspitze“.
Zeitweise gab es Widerstand der Bevölkerung: aus Kreisen des Naturschutzes, der unter anderem die Zerstörung von Biotopen und rund 20.000 Hektar Wald beklagt, aber auch von rund 1500 Menschen, die enteignet und umgesiedelt wurden.

## Geschichte

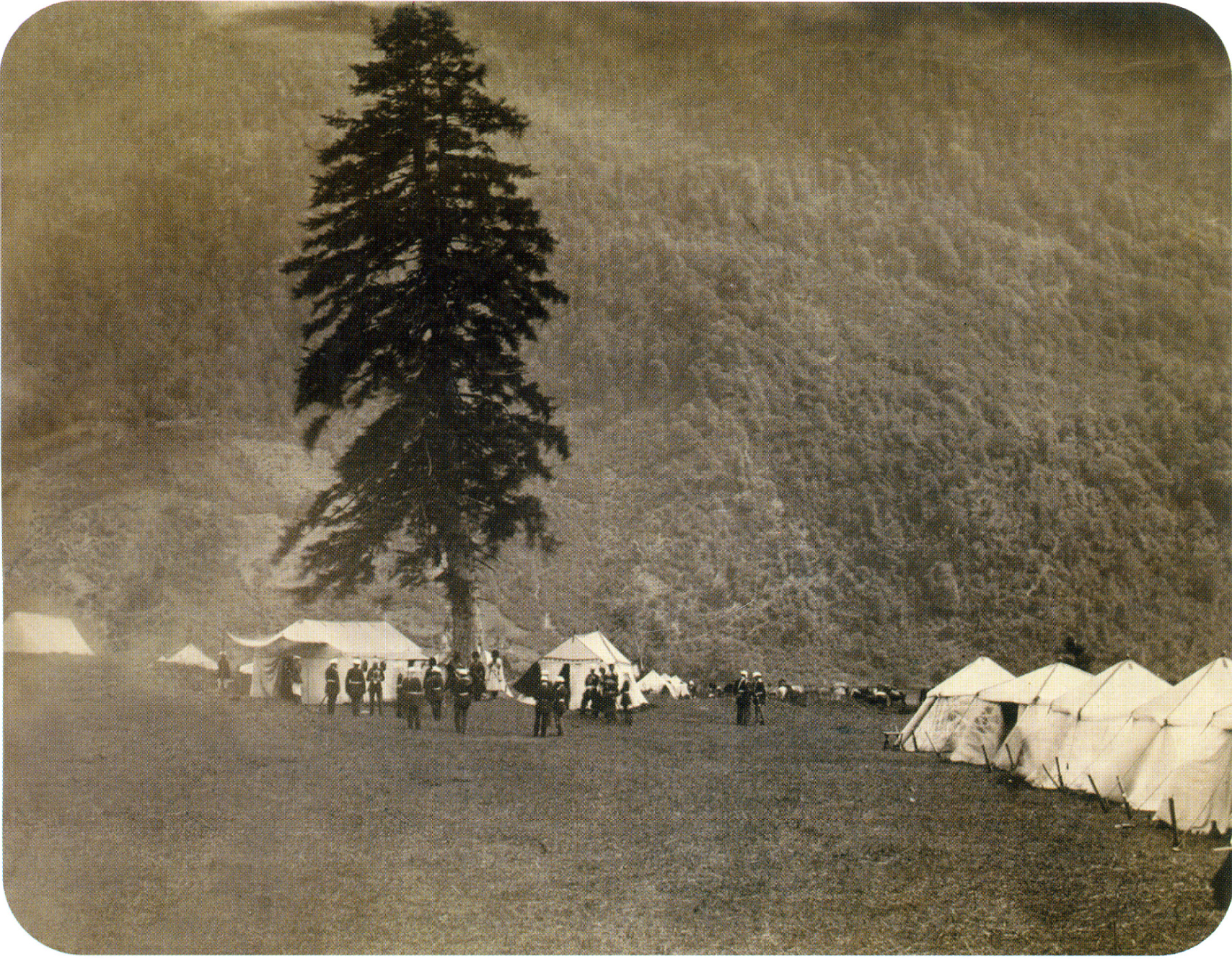
Fotografie des Biwaks der russischen Armee auf der Lichtung von Kbaade am Ende des Kaukasuskrieges 1864

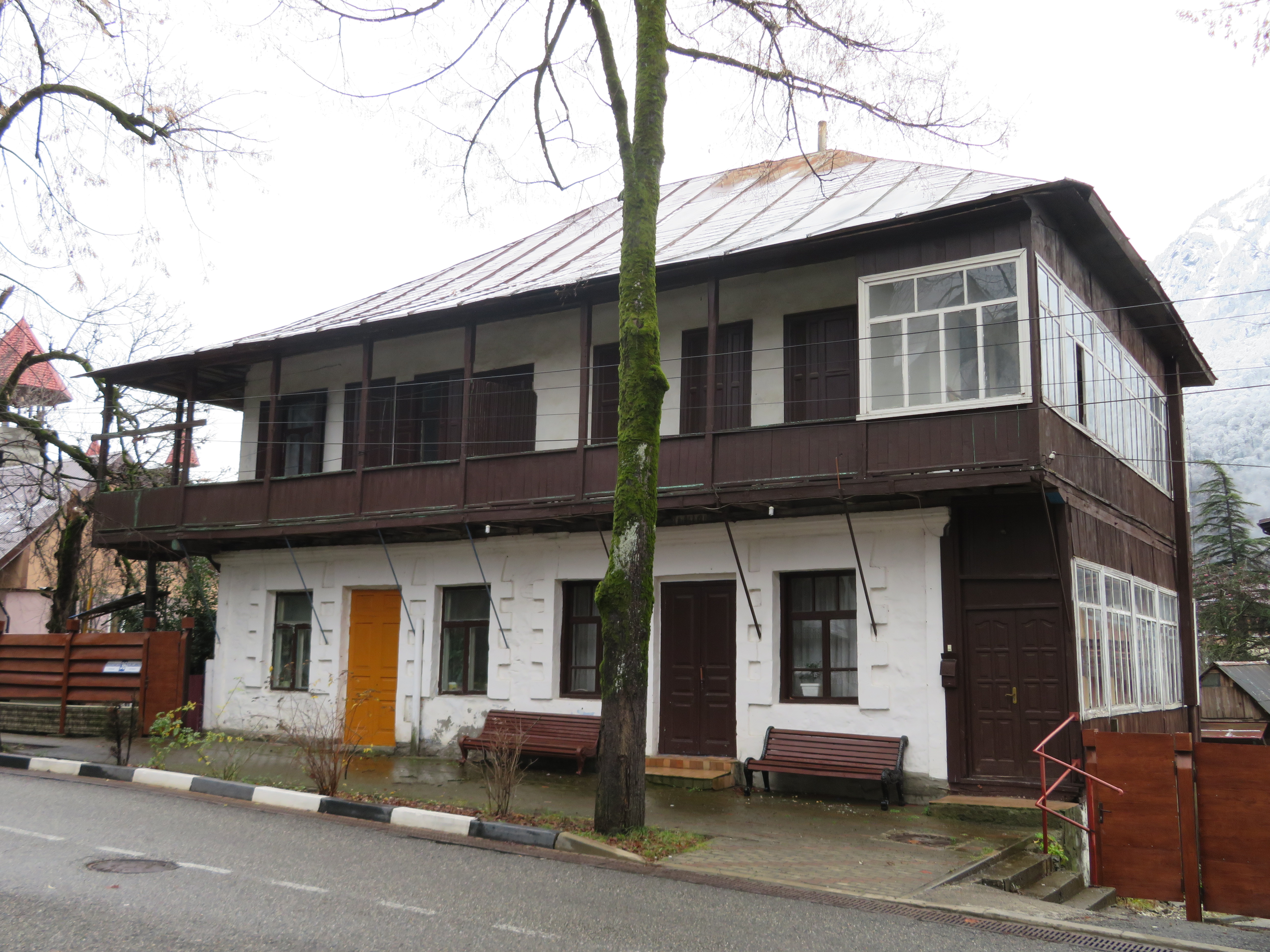
Altbau im griechischen Stil um 1900

Diese Ländereien wurden erst nach der Schlacht von Kbaade 1864 am Ende des Kaukasuskrieges von Russland erobert, wobei fast alle tscherkessischen (ubychischen, am Oberlauf der Mzymta meistens sads-abchasische, zum Stammesverband der Achzipsou gehörenden) Einwohner von Kbaade umkamen, die meisten Bewohner der Umgebung wurden ins Osmanische Reich deportiert.
1899 erhielt die Siedlung unter dem Namen Romanowsk (nach dem Familiennamen der russischen Zarendynastie) mit meist griechischen und estnischen Siedlern (estnische besonders im nahen Esto-Sadok) den Status einer Stadt. Nach dem Scheitern der Ausbaupläne zu einem Erholungsort für die russische Oberschicht verlor sie diesen Status jedoch wieder und wurde 1923 in Krasnaja Poljana umbenannt (dt. Rote Lichtung oder Schöne Lichtung, je nach Interpretation). Seit sowjetischer Zeit entwickelte sich Krasnaja Poljana zu einem beliebten Wintersportzentrum.

### Bevölkerungsentwicklung
| Jahr | Einwohner |
| ---- | --------- |
| 1959 | 4443      |
| 1970 | 3845      |
| 1979 | 3643      |
| 1989 | 3300      |
| 2002 | 3969      |
| 2010 | 4598      |

Anmerkung: Volkszählungsdaten